# Fuckmybeatz
Fuckmybeatz (Eigenschreibweise: fuckmybeatz) ist ein deutscher Dokumentarfilm aus dem Jahr 2012 unter der Regie von Dino Argentiero. Der Film beleuchtet das Nachtleben in Frankfurt am Main und setzt sich mit der Frage auseinander, warum Menschen feiern gehen. Dem Film zufolge geht es nicht nur um das Bedürfnis, der Realität zu entfliehen, sondern auch um die Suche nach Zugehörigkeit und einer Ersatzfamilie. Obwohl der Film stark in der Frankfurter Szene verwurzelt ist, behandelt er universelle Themen wie die Feierkultur und die psychologischen Hintergründe des menschlichen Bedürfnisses, eine Parallelwelt zu schaffen.

## Handlung
Der Film begleitet den Veranstalter und DJ Leonardo Aquino und sein Team bei der Organisation der Partyreihe Fuckmybeatz. Diese Veranstaltungen entwickelten sich laut den Protagonisten zu einem festen Bestandteil des Frankfurter Nachtlebens und hatten den Anspruch, Feiern als Ausdruck von Lebensfreude und Gemeinschaft zu zelebrieren. Neben DJ Leonardo Aquino stehen auch der Partyveteran Daniel, der szenebekannte DJ Locomania und die Party-Neueinsteigerin Ronia im Mittelpunkt, die jeweils unterschiedliche Perspektiven auf die Partyszene einbringen. Der Film beleuchtet die sozialen Dynamiken innerhalb der Partyszene, die von strengen Regeln und einem starken Wunsch nach Anerkennung geprägt ist.
Im Verlauf des Films wird deutlich, wie die Partyreihe immer größere Aufmerksamkeit in der Szene erlangt. Die geplante Abschlussparty dient dabei als dramaturgischer Höhepunkt, bei dem sowohl die Höhen als auch die Widersprüche der Partykultur thematisiert werden. Der Film zeigt, wie die ursprüngliche Idee von Fuckmybeatz, Feiern als freies und ehrliches Erlebnis zu gestalten, im Laufe der Zeit von Oberflächlichkeit und sozialen Zwängen überlagert wird.

## Produktion
Fuckmybeatz wurde ab 2010 in Frankfurt am Main gedreht und 2012 veröffentlicht. Die Produktion war eine rein studentische Zusammenarbeit, bei der fast alle Beteiligten an der Filmakademie Baden-Württemberg oder anderen Hochschulen studierten. Die Dreharbeiten wurden ohne externe Finanzierung durchgeführt, lediglich die Postproduktion wurde gefördert.

## Produktionsteam
- Regie: Dino Argentiero
- Produzenten: Dino Argentiero, Till Schmerbeck
- Co-Produzenten: Leonardo Aquino, Ettore Catino, Olgay Özkan
- Kamera: Roland Stuprich, Florian Mag[13]
- Schnitt: Dino Argentiero, Nadine Müller, Stefan Bingesser, Dominik Näder
- Soundtrack: Weplay, Dabruck & Klein
- Intro/Outro-Musik: Hannah von Hübbenet
- Ton: Tyson Breuer, Daniele Guida, Marco Longobucco, Miriam Monique Monteux
- Mischung: David Rädler
- Sprecher: Mathias Hermann
- Motion Design: Fabian Rühle
- DIT: Robert Stuprich

## Rezeption
Der Film wurde von HR Info rezensiert, einem Radiosender, der die Bedeutung des Films für die Darstellung des Nachtlebens und der psychologischen Aspekte des Feierns hervorhob.
In der Frankfurter Allgemeinen Zeitung  sowie in der Offenbacher Post erschienen Artikeln über den Dokumentarfilm.

## Veröffentlichung
Fuckmybeatz hatte am 1. Juni 2012 seine Kinopremiere im Metropolis Kino Frankfurt am Main und lief danach deutschlandweit in Kinos. Er erschien ebenfalls auf DVD. Er lief ebenfalls beim Spiegel TV Dokumentarfilm Festival.

## Hintergrund und Bedeutung
Regisseur Dino Argentiero entschied sich, den Film zu machen, um einen Einblick in die Partyszene zu geben und zu zeigen, warum das Feiern für viele Menschen wichtig ist. Inspiriert von der Abgeschiedenheit und Sehnsucht nach einer Parallelwelt, beleuchtet der Film die Suche nach Orientierung, das Füllen einer inneren Leere und die Flucht aus der Realität.